# Espurio Carvilio Máximo Ruga
Espurio Carvilio Máximo Ruga  (c. 274-211 a. C.), hijo del cónsul Espurio Carvilio Máximo, fue cónsul, en el año 234 a. C., con Lucio Postumio Albino, y condujo primero la guerra contra los antiguos corsos y luego contra los sardos; pero, debido a una tormenta, se vio obligado a regresar a Roma. Al año siguiente, logró expulsar a todos los barcos cartagineses de Cerdeña y Córcega, que se convirtió en la segunda provincia romana (después de Sicilia). Según los Fastos Capitolinos, ganó un triunfo por esta victoria, para luego derrotar a los Corsos y a los Sardos y también según los Fastos Capitolinos obtuvo un triunfo por vencer a este último pueblo.
Fue cónsul por segunda vez en el año 228 a. C. con Quinto Fabio Máximo Verrucoso, año en que, según Cicerón, no opuso resistencia, al igual que su colega, a la ley agraria del tribuno de la plebe Cayo Flaminio para la división de las tierras de la Galia Cisalpina. Polibio, sin embargo, coloca la ley agraria de Cayo Flaminio cuatro años antes, en el consulado de Marco Emilio Lépido, 232 a. C.
Carvilio no se vuelve a mencionar hasta el año de la fatal batalla de Cannas, 216 a. C., cuando propuso, a fin de llenar los asientos del Senado y de unir a los aliados latinos más estrechamente con los romanos en esos tiempos de adversidad, que las vacantes en el Senado debían ser suministradas por la elección de dos senadores por cada una de las tribus latinas, pero su propuesta fue rechazada con gran indignación y desprecio. Murió en el año 211 a. C., momento en que era augur.
Carvilio se relaciona con el hecho de haber sido la primera persona que se divorció de su esposa, argumentando su esterilidad, pero su conducta fue rechazada en general. Sin embargo, se cuestiona que este fuera realmente el primer caso de divorcio en Roma.